# Долішня Рибниця
Долішня Ри́бниця (болг. Долна Рибница) — село в Благоєвградській області Болгарії. Входить до складу общини Петрич.

## Населення
За даними перепису населення 2011 року у селі проживала 361 особа.
Національний склад населення села:
| Національність   | Кількість осіб | Відсоток |
| ---------------- | -------------- | -------- |
| болгари          | 297            | 98,3%    |
| турки            | 0              | 0%       |
| цигани           | 0              | 0%       |
| інша             | 5              | 1,7%     |
| не визначились   | 0              | 0%       |
| Всього відповіли | 302            |          |

Розподіл населення за віком у 2011 році:
Динаміка населення: